# Kościół św. Józefa Robotnika w Wałbrzychu
Kościół świętego Józefa Robotnika w Wałbrzychu – rzymskokatolicki kościół parafialny znajdujący się w wałbrzyskiej dzielnicy Piaskowa Góra.
Świątynia została poświęcona w dniu 22 stycznia 1911 roku jako kościół protestancki. Do tej pory ewangelicy z Piaskowej Góry uczęszczali na nabożeństwa częściowo do świątyni w Szczawienku, a częściowo do świątyni w Starym Zdroju. W 1935 roku, podczas urzędowania pastora Dinglingera kościół został wyremontowany odmalowany przez profesora Avenariusa, ten wystrój zachował się do dziś. W 1963 roku przy świątyni została erygowana rzymskokatolicka parafia pod wezwaniem św. Józefa Robotnika. Jest to budowla jednonawowa. Wzniesiono ją w stylu pseudoklasycystycznym. Świątynia nakryta jest dachem dwuspadowym i posiada empory we wnętrzu. Kościół został wyremontowany w latach 1971–1973.
W kościele znajdują się organy wykonane około 1931 roku przez firmę Schlag und Söhne. Instrument posiada 14 rejestrów oraz pneumatyczne: trakturę gry i trakturę rejestrów.
Świątynia figuruje w gminnej ewidencji zabytków dla gminy Wałbrzych.